# Anna Mennicken
Anna Mennicken (* 17. Oktober 1993 in Aachen) ist eine deutsche Schauspielerin.

## Leben
Anna Mennicken machte nach ihrem Fachabitur zunächst in der Spielzeit 2010/11 eine Regiehospitanz am Stadttheater Aachen. 
Von 2011 bis 2015 absolvierte sie ihre Schauspielausbildung an der Arturo Schauspielschule in Köln. Außerdem besuchte sie Workshops in den Bereichen Kamera- und Synchronarbeit, u. a. bei Antje Lewald und Klaus Terhoeven. Während ihrer Ausbildung spielte sie auch Theater. Nach ihrer Schauspielausbildung arbeitete sie fast zwei Jahre als Sozialpädagogische Assistentin auf einem Pferdehof am Stadtrand von Aachen, bis sie von einem Schauspielagenten unter Vertrag genommen wurde.
Ihre erste große Fernsehrolle hatte sie als Neu-Erbin Jenni Neumann, die sich mit dem Nachlass ihres verstorbenen leiblichen Vaters auseinandersetzen muss, in der SAT.1-Daily-Soap Alles oder nichts, für die sie von August 2018 bis Februar 2019 vor der Kamera stand. Die Folgen mit Mennicken wurden ab Oktober 2018 ausgestrahlt.
Von September 2019 (Folge 2968) bis Oktober 2020 (Folge 3199) gehörte Mennicken mit Unterbrechungen zum Nebencast der 17. Staffel der ARD-Telenovela Rote Rosen. Sie verkörperte das Zimmermädchen Vivien Palowski, die Ex-Freundin des Bäckers Cem Ergün (Varol Sahin) aus Itzehoe. Mit Varol Sahin stand sie bereits bei Alles oder nichts vor der Kamera. 2021 war Mennicken erneut bei Rote Rosen zu sehen.
Anna Mennicken lebt mittlerweile in Berlin.

## Filmografie (Auswahl)
- 2018–2019: Alles oder nichts (Fernsehserie)
- 2019–2020, 2021: Rote Rosen (Fernsehserie)
- 2020: SOKO Leipzig – Tiefer Fall (Fernsehserie, eine Folge)